# 大田市立第一中学校
大田市立第一中学校（おおだしりつだいいちちゅうがっこう）は、島根県大田市大田町に位置する公立中学校。石見地区の公立中学校としては最多の人数を誇る。略称は大田一中・一中など。
吹奏楽部での活動がよく知られている。

## 沿革
- 1947年（昭和22年）4月 - 学制改革により大田町立大田中学校が開校[1]。
- 1950年（昭和25年）4月 - 大田中学校と長久村立長久中学校が統合し大田町・長久村組合立大田中学校が発足。
- 1954年（昭和29年）1月 - 市制施行により大田市立大田中学校と改称。
- 1965年（昭和40年）
  - 4月 - 大田中学校と久利中学校が統合し大田市立第一中学校と改称。
  - 8月 - 鉄筋コンクリートの校舎完成。
  - 9月 - 第一中学校と川合中学校が統合、校歌制定。（作詞：木島俊太郎、作曲：蔵田春平）
- 1966年（昭和41年）11月 - 体育館完成。
- 1984年（昭和59年）3月 - 特別教室棟完成。
- 2010年（平成22年）12月 - 耐震補強・大規模改修工事完成。
- 2013年（平成25年）4月 - 池田中学校と統合。
- 2014年（平成26年）12月 - 新体育館完成。

## 通学区域
大田市立大田小学校、大田市立長久小学校、大田市立川合小学校、大田市立久屋小学校、大田市立池田小学校の通学区域。ただし、鳥井町鳥越区域の内大田市立第二中学校へ入学希望する者を除く。

## 生徒会
大田市立第一中学校生徒会は、執行部及び6つの専門委員会の計7つの機関から構成される。この7つの機関は、生徒会長選挙によって選ばれた生徒会長が引っ張っていく。生徒総会によって、生徒会活動の承認やルールの改変等を行う。
| 組織名     | 概要                                                                  |
| ---------- | --------------------------------------------------------------------- |
| 執行部     | 2021年までは8名で構成されていたが、2022年からは10名で構成されている。 |
| 衛生委員会 | 給食等を担当。                                                        |
| 生活委員会 | 交通安全・挨拶等を担当。                                              |
| 整美委員会 | 清掃活動等を担当。                                                    |
| 体育委員会 | 体育祭等を担当。                                                      |
| 図書委員会 | 図書館の本の管理等を担当。                                            |
| 広報委員会 | 放送・文化祭等を担当。                                                |

## 部活動

### 運動部
・野球部
・サッカー部
・陸上部
・男子ソフトテニス部
・女子ソフトテニス部
・男子バスケットボール部
・女子バスケットボール部
・女子バレーボール部
・男子卓球部
・女子卓球部
・弓道部
・柔道部
・剣道部

### 文化部
・吹奏楽部
・美術部

### その他
・体操部
・水泳部

## IC-Connect
大田市立第一中学校に対する地域からのイメージの一部低下が叫ばれていた。そこで、大田一中と地域の距離を近づけるプロジェクトを2021年に始動。地域への発信に心がけ、ベルマークの収集や日々の登下校の見守りと引き換えに、地域の奉仕作業の手伝い等を積極的に行っている。2022年2月現在、生徒会の代替わりによって活動休止中となっている。なお、ベルマーク収集は校区内の複数の商業施設及びまちづくりセンターで回収されている。

## 寺町通り(通学路)
多くの生徒が使用する通学路でもある「寺町通り」は「狭い、曲がりくねって見通しが悪い、街灯が少ない、坂が急」などの理由から下校時はとても危険な道として何十年も認識されていた。その打開策として2021年度生徒会は「寺町通りハザードマップ」を作成。Google My Maps を利用して作られた。